# Перший пес
Перший пес (англ. First Dog) — американський фільм 2010 року.

## Сюжет
Песик Тедді, який скрізь супроводжував свого господаря, президента США, загубився у численній кількості його поїздок по всьому світу. Через деякий час, песика знайшов звичайний хлопчик, якого звуть Денні. Незабаром він виявив, що Тедді належить самому президенту. Однак ніхто не вірить Денні, і тоді він вирішує втекти з притулку, щоб повернути Тедді додому.

## У ролях
| Актор           | Роль                        |
| --------------- | --------------------------- |
| Ерік Робертс    | президент Сполучених Штатів |
| Елайза Робертс  | перша леді                  |
| Джон-Пол Говард | Денні                       |
| Літтл Беар      | Тедді (пес)                 |
| Томмі Лістер    | Великий Майк                |
| Прісцилла Барнс | Джун Енджелл                |
| Паула Девік     | Вікі-Енн                    |
| Тім Пейтон      | Гендерсон                   |
| Лінда Белла     | Саллі                       |